# Montivipera bulgardaghica
Montivipera bulgardaghica — вид отруйних змій родини гадюкових (Viperidae).  Один із 7(8) видів роду гірських гадюк (Montivipera). Ендемік Туреччини.

## Опис
Змія середнього розміру до 78 см завдовжки. Самиці більші за самців.

## Поширення
Ендемік Туреччини. Гадюка зустрічається лише у горах Болкар Даг у провінції Нігде на півдні Туреччини.

## Особливості біології
Населяє скелясті гірські схили з відкритими хвойними і змішаними середземноморськими лісами і чагарниками. У гори піднімається до висоти 2000 м н. р. м.

## Стан популяції
Рідкісний вид змій, але є відомості про його використання в торгівлі тваринами. Як вузькоареальний, вид потребує моніторингу, тим більше, що на жодній із природно-заповідних територій Туреччини він не зареєстрований. 